# Ricardo Rojas (calciatore)
Ricardo Ismael Rojas Mendoza (Posadas, 26 gennaio 1971) è un ex calciatore paraguaiano, di ruolo difensore.